# Regata Storica
La Regata Storica è un'importante manifestazione sportiva di voga alla veneta correlata a una rievocazione storica, che ha luogo a Venezia lungo il Canal Grande la prima domenica di settembre. Precedute da un corteo acqueo che attraversa la città, le competizioni si svolgono su diverse imbarcazioni tradizionali e rappresentano l'evento sportivo cittadino più importante dell'anno.

## Storia

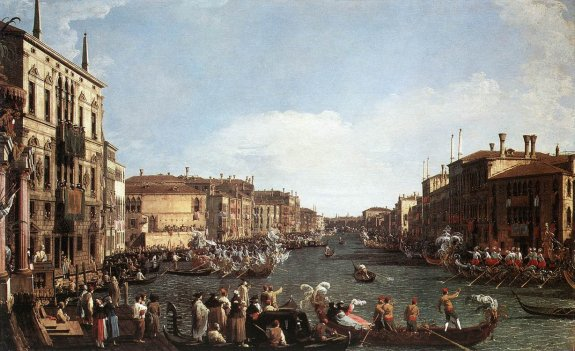
Regata in Canal Grande in una tela del Canaletto del 1732

Nei primi tempi della Serenissima, nella laguna di Venezia era piuttosto comune l'usanza di divertirsi e passare il tempo libero praticando la voga, con diversi tipi di imbarcazione. Da questa pratica amatoriale nacquero ben presto vere e proprie sfide di velocità e di durata, con modalità e regole sempre più precise.
Non è chiaro quando ebbe inizio la tradizione delle regate. Secondo alcuni studiosi l'origine potrebbe risalire al 942 quando avvenne un episodio analogo a quello del ratto delle sabine: durante una festa popolare, i pirati rapirono le donne veneziane in età da marito ma furono subito inseguiti dagli uomini che remando furiosamente sulle loro barche riuscirono a raggiungere e liberare le giovani rapite. Da questo episodio ebbe origine la Festa delle Marie con annessa regata. 
La prima datazione certa in cui compare il termine "regata" risale al 1274, a una nota di un codice anonimo che recita "Splendor magnificissime Urbis Venetorum, 1274, die 16 septembris, indicta regatta cum navigiis habentibus remos viginti". È certo quindi che regate tra barche di grandi dimensioni si svolgessero già nel XIII secolo. Le autorità pubbliche dell'epoca cominciarono ad incoraggiare questo tipo di attività sportiva, intravedendone oltre che un benefico ed utile esercizio fisico nel tempo libero, anche una pratica atta a rinvigorire e preparare gli equipaggi delle marinerie da battaglia a sostenere gli sforzi in caso di conflitti in mare.
Nel 1315 il Senato emanò un decreto che regolamentava lo svolgimento annuale della regata della Festa delle Marie, anche se le manifestazioni più imponenti e grandiose si tennero in tempi successivi, quando vennero celebrate unitamente a grandi eventi pubblici cittadini, importanti ricorrenze e feste in onore di ospiti illustri. Lo spettacolo unico delle regate più sontuose costituì presto anche un motivo di orgoglio per Venezia, con la costante crescita del prestigio e della potenza commerciale e militare della Repubblica nel Mediterraneo.

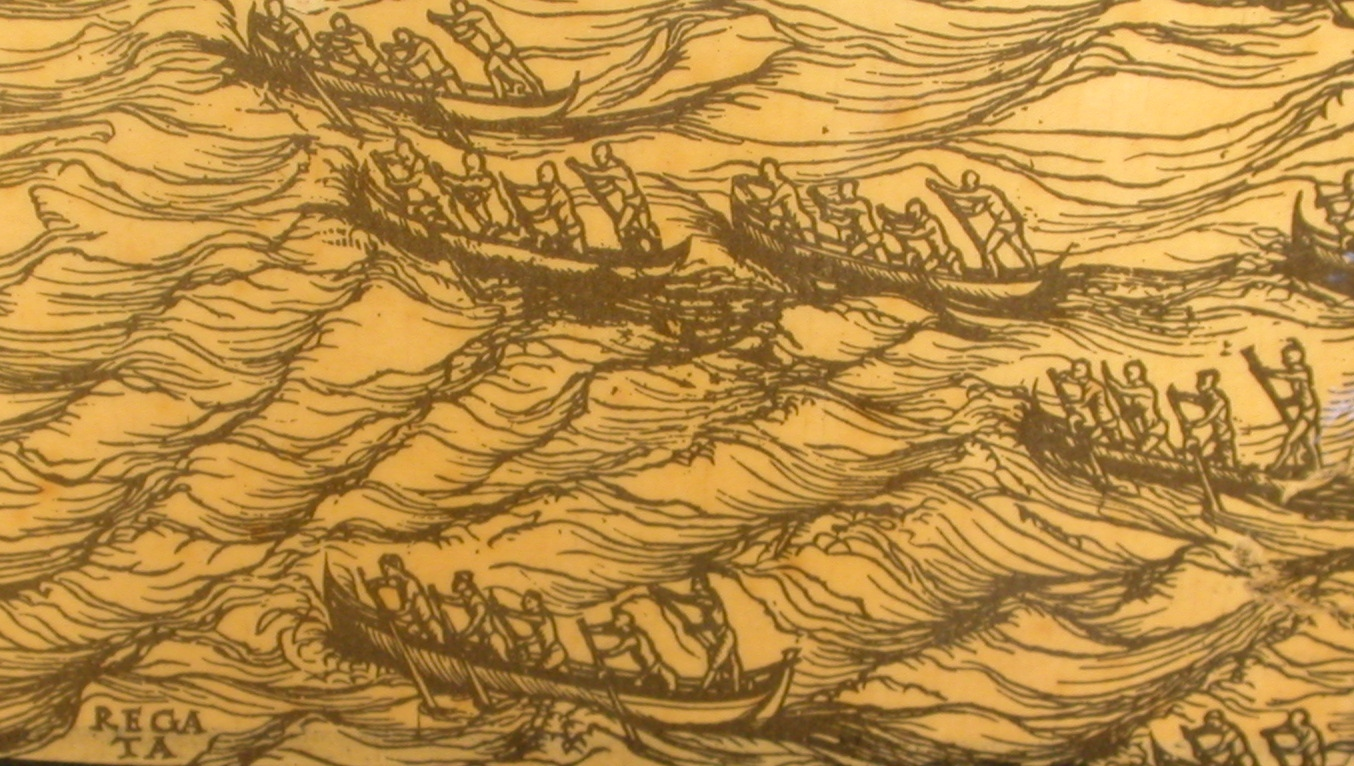
Particolare della Veduta di Venezia di Jacopo de' Barbari

La prima rappresentazione pittorica di una regata nella città di Venezia risale al 1500, anno in cui in un particolare della Veduta di Venezia di Jacopo de' Barbari è raffigurata una competizione tra barche a quattro rematori nel tratto compreso tra il Lido e Piazza San Marco.
Tipicamente, le regate avvenivano in aperta laguna, come nel caso riportato anche nella pianta del De' Barbari, e solo eccezionalmente si svolgevano lungo il Canal Grande. Per tutto il XV e XVI secolo le regate, pur godendo di pubblico patrocinio, venivano indette dalle Compagnie della Calza, fino al 1631 quando il Consiglio dei Dieci, forse in seguito all'epidemia di peste in atto in quel periodo, deliberò l'esclusiva dello Stato per indire le regate, concedendo una licenza di delega, su designazione delle Magistrature di competenza, per i privati che avrebbero dovuto provvedere anche a coprire le spese organizzative. Dal 1687 la delega fu concessa alle famiglie patrizie e alle corporazioni delle arti e mestieri.
Nel 1670 divenne di moda distribuire pubblicamente volantini riportanti sia il ruolo delle regate che i risultati di quelle già svolte. I campioni delle regate del tempo, come ancora oggi, erano soprattutto i barcaroli di professione e i gondolieri, abituati quotidianamente alla pratica della voga e quindi ben allenati e precisi con il remo, nonché generalmente molto vigorosi e prestanti fisicamente.
Anche dopo la caduta della Serenissima nel 1797, sotto la dominazione francese, la pratica delle regate continuò, sia pure con ritmi più ridotti. Nello stesso 1797 i francesi organizzarono ben due regate, una il 14 luglio e una il 18 settembre in occasione della visita a Venezia di Giuseppina Beauharnais, moglie di Napoleone Bonaparte, allora ancora generale. Anche nel 1807 venne organizzata una regata in onore dello stesso Napoleone in visita alla città.
Nel 1815, con il passaggio della città sotto gli austriaci, venne organizzata una regata in onore dell'imperatore d'Austria e sotto il nuovo regime la pratica delle regate riprese un nuovo vigore tanto che nel 1841 venne regolamentata una regata annuale lungo il Canal Grande, organizzata a spese pubbliche secondo modalità molto prossime a quelle attuali: fu posto un limite al numero di imbarcazioni partecipanti (da sette a nove mentre prima non c'erano praticamente limiti), fu stabilito che le gondole sarebbero state tutte uguali e fornite direttamente dalla municipalità, e nel 1843 fu introdotta la colorazione per distinguere gli equipaggi. La regata fu interrotta nel 1848, in seguito all'insurrezione della città, e non fu più ripresa fino al 1866, anno in cui Venezia fu annessa al Regno d'Italia. Il numero di imbarcazioni partecipanti fu definitivamente stabilito in nove a partire dal 1875, mentre lo schema di colori per le imbarcazioni, tuttora in uso, fu fissato nel 1892. Con l'annessione al Regno d'Italia cambiò anche la colorazione delle bandiere assegnate come premio: originariamente rossa per il primo, verde per il secondo, celeste per il terzo e gialla per il quarto, furono modificate in rossa per il primo, bianca per il secondo, verde per il terzo (in onore alla bandiera italiana) e azzurra per il quarto (in onore di Casa Savoia).
L'appellativo Storica fu coniato e introdotto solo nel 1899, su proposta del sindaco di allora, Filippo Grimani, che inserì la regata nel contesto delle manifestazioni della terza Biennale. Nello stesso anno venne proposto anche il corteo storico di apertura, costituito da imbarcazioni da parata ricostruite sulla base di disegni e stampe d'epoca. Fu solo nel secondo dopoguerra che si associò il corteo storico alla rievocazione dell'arrivo a Venezia di Caterina Cornaro, regina di Cipro, costretta ad abdicare nel 1489 a favore della Repubblica di Venezia in cambio di un vitalizio e della signoria di Asolo, di fatto consentendo l'annessione dell'isola al territorio della Serenissima.
Durante il ventennio fascista, l'organizzazione delle regate divenne a poco a poco esclusiva dell'Opera Nazionale Dopolavoro e nel 1925 la Regata Storica fu denominata, solo per quell'anno, "Regata Fascista" e fu corsa su gondole invece che su gondolini. Nel 1928 fu stabilito per regolamento l'obbligo per i regatanti di essere iscritti ai sindacati nazionali o ad altre organizzazioni fasciste o di carattere militare. L'invasione della Polonia da parte della Germania il 1º settembre 1939 comportò la sospensione della Regata, in programma il giorno dopo, sospensione che durò per tutto il periodo della seconda guerra mondiale ad eccezione del 1942, quando la regata venne organizzata artificiosamente dalla casa cinematografica Sol come parte del film Canal Grande. La Regata Storica riprese nel 1946 (denominata per quell'anno Regata della Liberazione) e da allora non ha subito più interruzioni.
In seguito furono aggiunte altre categorie (caorline, donne, giovani, giovanissime) fino ad arrivare alla configurazione attuale.

## La manifestazione moderna
La Regata Storica si svolge principalmente lungo il Canal Grande ed è suddivisa in due fasi ben distinte tra loro: il corteo storico di apertura e, a seguire, le regate competitive.

### Il corteo storico
A partire dagli anni cinquanta, il corteo acqueo che apre la manifestazione rievoca l'accoglienza trionfale che fu riservata alla regina di Cipro, Caterina Cornaro al suo arrivo in città nel 1489, dopo l'abdicazione del suo trono in favore di Venezia.
Il corteo è formato da decine di imbarcazioni tipiche veneziane a remi, tra cui le bissone che vengono usate solo in questo tipo di occasioni, con vogatori e figuranti in costume d'epoca, tra cui il Doge e Caterina Cornaro. Le barche sfilano in una processione che parte dall'Arsenale e, passando per il Bacino di San Marco, percorre tutto il Canal Grande fino al Ponte della Costituzione, per poi ripercorrere a ritroso il suo tragitto fino al punto di arrivo delle gare a remi, la Machina, palco galleggiante costruito di fronte a Ca' Foscari.
Il corteo è composto dalle seguenti imbarcazioni:
- Serenissima: grande imbarcazione a 18 remi rappresentante il moderno Bucintoro e trasportante i vessilli della città, i musici e il Capitano da Mar, apre l'evento;
- Dogaressa: gondola a quattro remi riccamente decorata che trasporta i figuranti del Doge e di Caterina Cornaro;
- dieci gondole a due remi addobbate da parata e con figuranti rappresentanti ambasciatori stranieri e cariche storiche veneziane quali senatori e magistrati;
- undici bissone a otto remi, grandi barche addobbate ognuna rappresentante un tema tipico della città (Veneziana, Bizantina, Floreale, Rezzonico, Pescantina, Nepomucena, Querini, Cavalli, Nettuno, Cinese, Geografia).

Le imbarcazioni storiche sono seguite da un corteo di una sessantina di barche a remi in legno, tra cui la disdotona e la dodesona, in rappresentanza della cittadinanza di Venezia e delle associazioni remiere, per un totale di circa 400 persone tra vogatori e figuranti.

### Le regate
La parte competitiva prevede una serie di regate di vari tipi e categorie, fino a quella finale dei gondolini a due remi, considerata la più importante e prestigiosa. 
Le gare di voga veneta che si svolgono durante la Regata Storica sono, in ordine cronologico:
- la regata delle maciarele senior, riservata ai ragazzi fino ai 14 anni;
- la regata delle schie, riservata ai ragazzi fino ai 10 anni;
- la regata delle maciarele junior, riservata ai ragazzi fino ai 12 anni;
- la regata della giovanissime su mascarete a due remi (dal 2024);[6]
- la regata dei giovanissimi su pupparini a due remi;
- la regata delle caorline a sei remi; ogni caorlina rappresenta un sestiere di Venezia o una località della laguna veneta;
- la regata delle donne su mascarete a due remi;
- la regata dei campioni su gondolini a due remi.

In passato, era prevista anche una regata delle bisse del lago di Garda, che si svolgeva tra la regata delle donne e quella delle caorline.
A ogni regata partecipano nove equipaggi più uno di riserva, pronto a subentrare alla partenza in caso di forfait dell'ultimo minuto, ad eccezione della regata delle caorline per cui non è previsto l'equipaggio di riserva. Gli equipaggi si devono presentare rigorosamente in pantaloni/gonna bianchi e con la maglia a righe tipica dei gondolieri e le fasce dello stesso colore della loro imbarcazione. Il regolamento delle regate prevede, per tutte le categorie, la partenza delle imbarcazioni dal punto prestabilito per la relativa categoria, allineate e bloccate fino al via da un cordino detto spagheto, legato a un cavo d'acciaio detto cordin tenuto in mano alla poppa delle imbarcazioni. Prima della partenza ha luogo l'estrazione dei numeri d'acqua che assegnano la corsia d'acqua entro la quale ogni equipaggio dovrà restare nei primi 1000 m di gara. 
Tutte le gare partono dal Bacino di San Marco, da un'altezza compresa tra i Giardini della Biennale e l'Arsenale; è previsto poi l'ingresso nel Canal Grande che viene risalito in tutto o in parte fino al paletto, dove le imbarcazioni invertono il senso di marcia per poi concludere la gara all'altezza della Machina ormeggiata davanti a Ca' Foscari. Le regate delle caorline, delle donne e dei campioni si svolgono sul percorso completo (più lungo), mentre per tutte le altre regate sono previsti percorsi di lunghezza ridotta, con il paletto ormeggiato in una posizione meno inoltrata del Canal Grande. Le gare richiedono resistenza vista la durata che si aggira tra i 35 e i 40 minuti.
Dopo la partenza, data con un colpo di pistola, gli equipaggi affrontano dapprima la voga in corsia, poi sono liberi di scegliere il proprio percorso, durante il quale sono ammesse una serie di manovre sia di attacco che di difesa della posizione, fino al fondamentale ingresso nel Canal Grande, dove i sorpassi sono più difficoltosi. Il percorso è fortemente influenzato dalle maree e dal sorteggio della corsia di partenza, per cui al di là della forza fisica svolgono un ruolo fondamentale le strategie di gara.
I primi quattro equipaggi classificati ricevono, oltre a premi in denaro, le tradizionali e simboliche bandiere: rossa per i primi classificati, bianca per i secondi, verde per i terzi e azzurra per i quarti. Fino al 2002 la tradizione prevedeva che al quarto classificato della regata dei campioni fosse consegnato anche un maialino vivo, fatto sfilare a bordo di un'imbarcazione nel corteo storico di apertura. Accogliendo le proteste degli animalisti, il premio è stato da allora sostituito da un maialino in vetro di Murano realizzato appositamente per l'occasione.
A partire dall'edizione del 5 settembre 2021 l'amministrazione comunale ha parificato il montepremi per i regatanti di sesso maschile e femminile.
Essendo gli scontri tra equipaggi alquanto frequenti, un corpo di giudici arbitri di voga alla veneta, designati dal Comune di Venezia per l'occasione, ha il compito di sorvegliare durante lo svolgimento delle gare la regolarità e il rispetto del regolamento tecnico. In caso di infrazioni, sono previsti tre diversi provvedimenti disciplinari a somma: richiamo, diffida e infine squalifica diretta nei casi più gravi. Eventuali ricorsi post-gara vengono esaminati da una apposita commissione tecnico-disciplinare. Le gare sono cronometrate ed è previsto il fotofinish, inoltre per i vincitori delle categorie maggiori è previsto un test antidoping.

## Le barche da competizione
Tutte le barche da competizione devono fare parte delle imbarcazioni tradizionali veneziane, essere realizzate rigorosamente in legno e costruite artigianalmente negli squeri su commessa del Comune di Venezia e devono prevedere esclusivamente la propulsione a remi in legno con l'uso della forcola, anch'essa in legno.
Dagli anni Cinquanta si compete esclusivamente con i seguenti tipi di imbarcazioni:
- mascarete: lunghe 8 metri, pesanti 220 kg, con voga a due remi, utilizzate dalle donne.
- pupparini: lunghi 9 metri, pesanti 380 kg, con voga a due remi, utilizzate dai giovani; in passato erano eleganti barche da casada.
- caorline: lunghe 10 metri, pesanti 600 kg, con voga a sei remi; storicamente erano barche da trasporto.
- gondolini: lunghi 11 metri, pesanti 200 kg, con voga a due remi; filanti e molto tecnici, sono le uniche imbarcazioni concepite appositamente per la regata.

### I colori delle barche da competizione
Le barche usate per la regata sono contraddistinte non solo da un numero ma anche da scafi interamente dipinti in diversi colori, che anticamente contraddistinguevano le varie zone di Venezia e della laguna. Il numero individua l'imbarcazione che viene assegnata a ciascun equipaggio tramite sorteggio e viene usato anche per il sorteggio delle corsie di partenza. L'imbarcazione di riserva è contraddistinta da uno scafo bicolore rosso e verde e dalla lettera "R" (per "riserva") al posto del numero. L'abbinamento tra numero e colore dell'imbarcazione è fisso, secondo la tabella seguente:
| Numero | Colore   | Colore   |  | Numero | Colore  | Colore  |
| 1      | Bianco   | Bianco   |  | 6      | Verde   | Verde   |
| 2      | Canarino | Canarino |  | 7      | Arancio | Arancio |
| 3      | Viola    | Viola    |  | 8      | Rosa    | Rosa    |
| 4      | Celeste  | Celeste  |  | 9      | Marrone | Marrone |
| 5      | Rosso    | Rosso    |  | R      | Verde   | Rosso   |

## Eventi preparatori e preliminari
Selezione eliminatoria degli equipaggi
Le eliminatorie per la selezione dei concorrenti si svolgono verso metà agosto nello specchio d'acqua antistante Malamocco e gli Alberoni. La selezione avviene a cronometro in due turnate distribuite su più giornate. Alla regata storica sono ammessi direttamente i primi nove classificati, mentre i decimi costituiscono l'equipaggio di riserva. Una volta definiti i partecipanti, viene sorteggiato per ogni equipaggio il numero (colore) dell'imbarcazione da gara, che verrà poi lasciata a disposizione dei concorrenti fino al termine della regata.
Il disnar
Il disnar (letteralmente la cena) era in origine un ricco pasto offerto a tutti i regatanti alla vigilia la regata, per dar modo anche ai partecipanti meno abbienti di potersi nutrire alla pari con gli altri. Questa tradizione si è evoluta nel tempo fino alla sua forma attuale, che prevede una serie di cene festose  che si svolgono la sera del venerdì precedente la Regata in diversi luoghi della città storica, insulare e nella terraferma, organizzate da enti, associazioni e liberi cittadini. 
Benedizione delle imbarcazioni
Inizialmente riservata ai gondolini e poi estesa a tutti, il giovedì precedente la regata vengono ufficialmente presentati gli equipaggi con una sfilata in Canal Grande fino alla Punta della Dogana, dove di fronte alle autorità civili e religiose vengono benedette e consegnate ai regatanti le fasce che indosseranno durante la gara vera e propria.

## Statistiche

### Ire del remo
Il titolo di re del remo è il riconoscimento che viene assegnato al regatante che abbia vinto per cinque volte consecutive la regata conclusiva dei gondolini a due remi.
Nella storia della Regata Storica nella sua versione moderna (ossia dal 1841 in avanti) sono stati in tutto soltanto sette i regatanti ad aver conseguito tale titolo, considerato molto prestigioso proprio per la sua difficoltà. Il primo regatante a vincere cinque volte di seguito fu Luigi Zanellato, che vinse nelle edizioni del 1881, 1889, 1890, 1891 e 1892. Bisogna aspettare il secondo dopoguerra per una nuova assegnazione del titolo, che venne ottenuto dalla coppia Albino dei Rossi (Strigheta) e Marcello Bon (Ciapate) che vinsero sei edizioni consecutive dal 1947 al 1952. Il titolo venne poi conquistato dalla coppia Giuseppe Fongher (Bepi) e Sergio Tagliapietra (Ciaci) che vinsero otto edizioni consecutive dal 1969 al 1976. Nelle sette edizioni successive, dal 1977 al 1983, la vittoria andò sempre alla coppia formata da Palmiro Fongher e Gianfranco Vianello (Crea) che sono stati anche gli ultimi in ordine di tempo a ottenere il riconoscimento.

### Corteo Storico

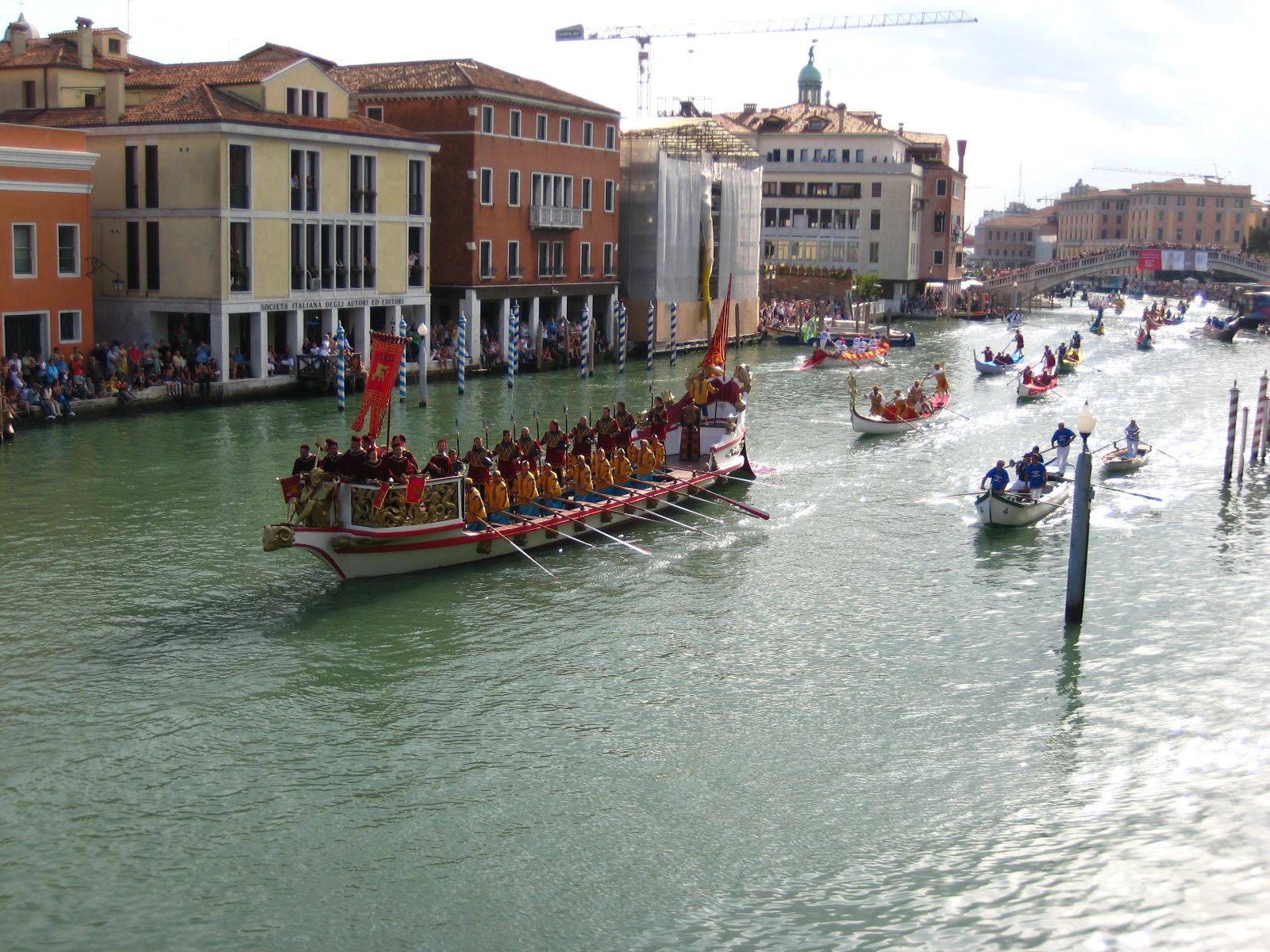
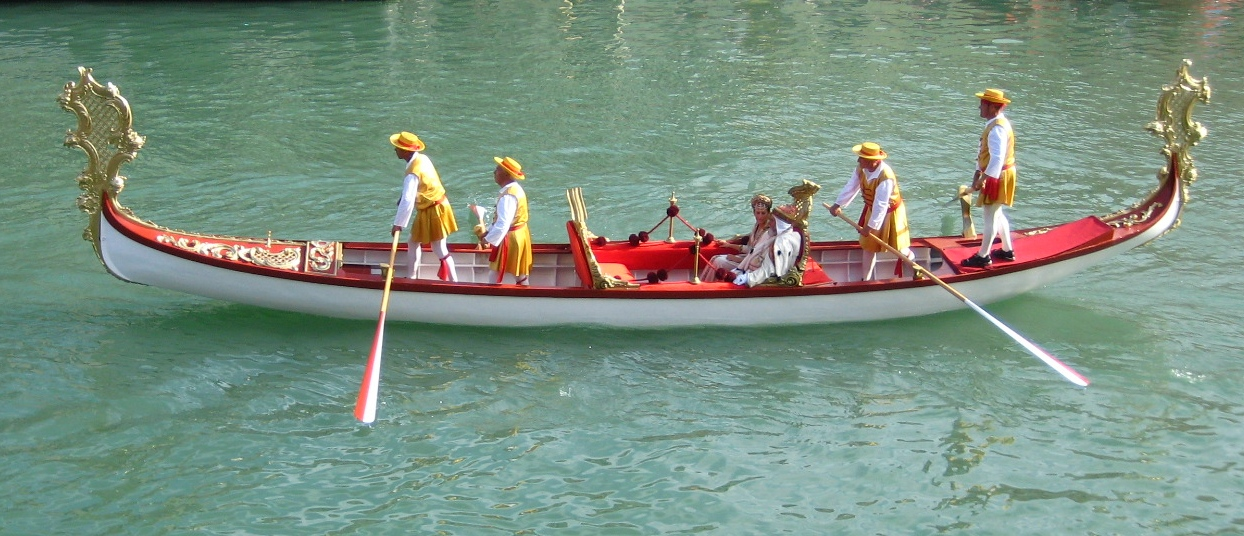
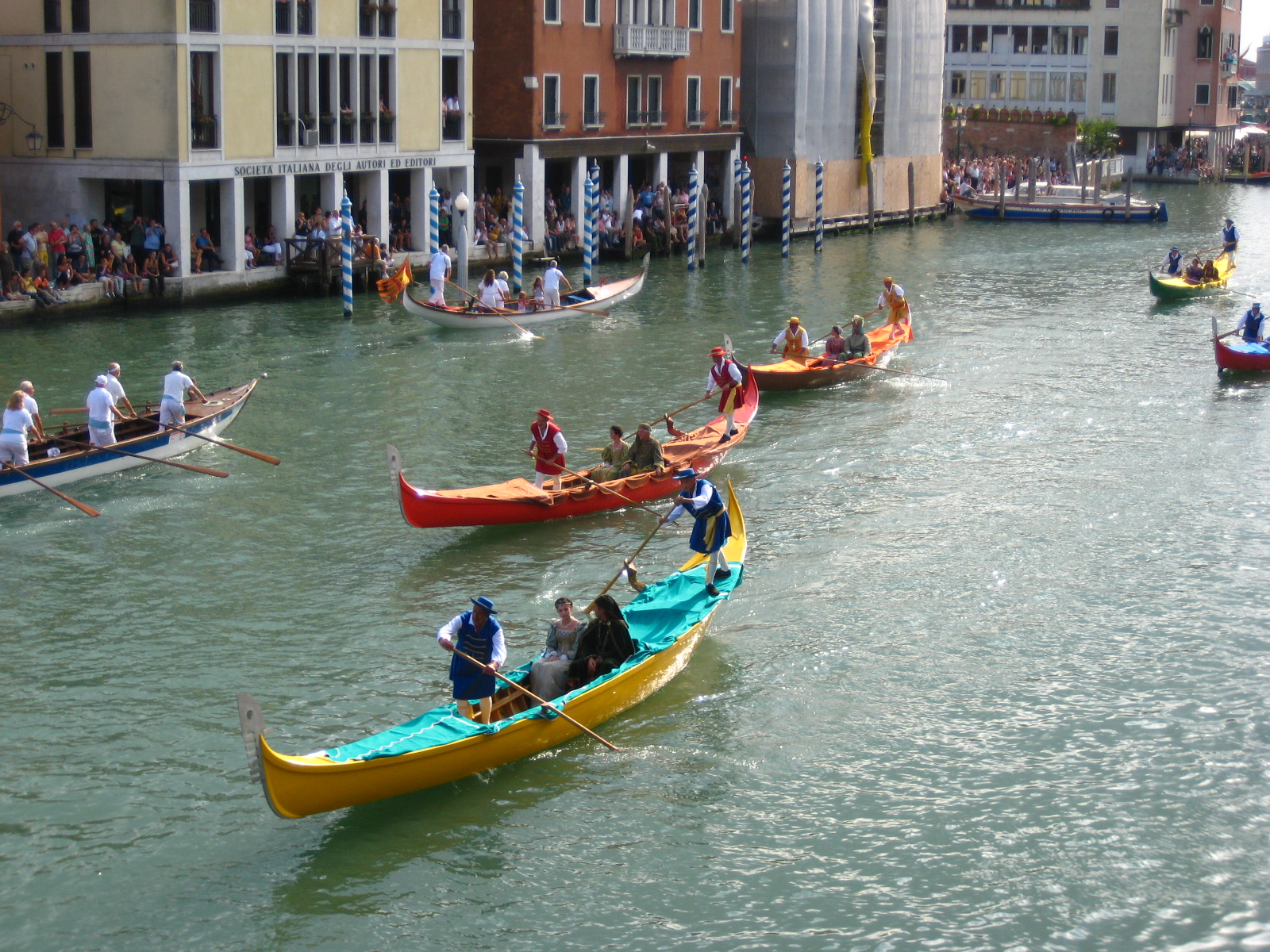
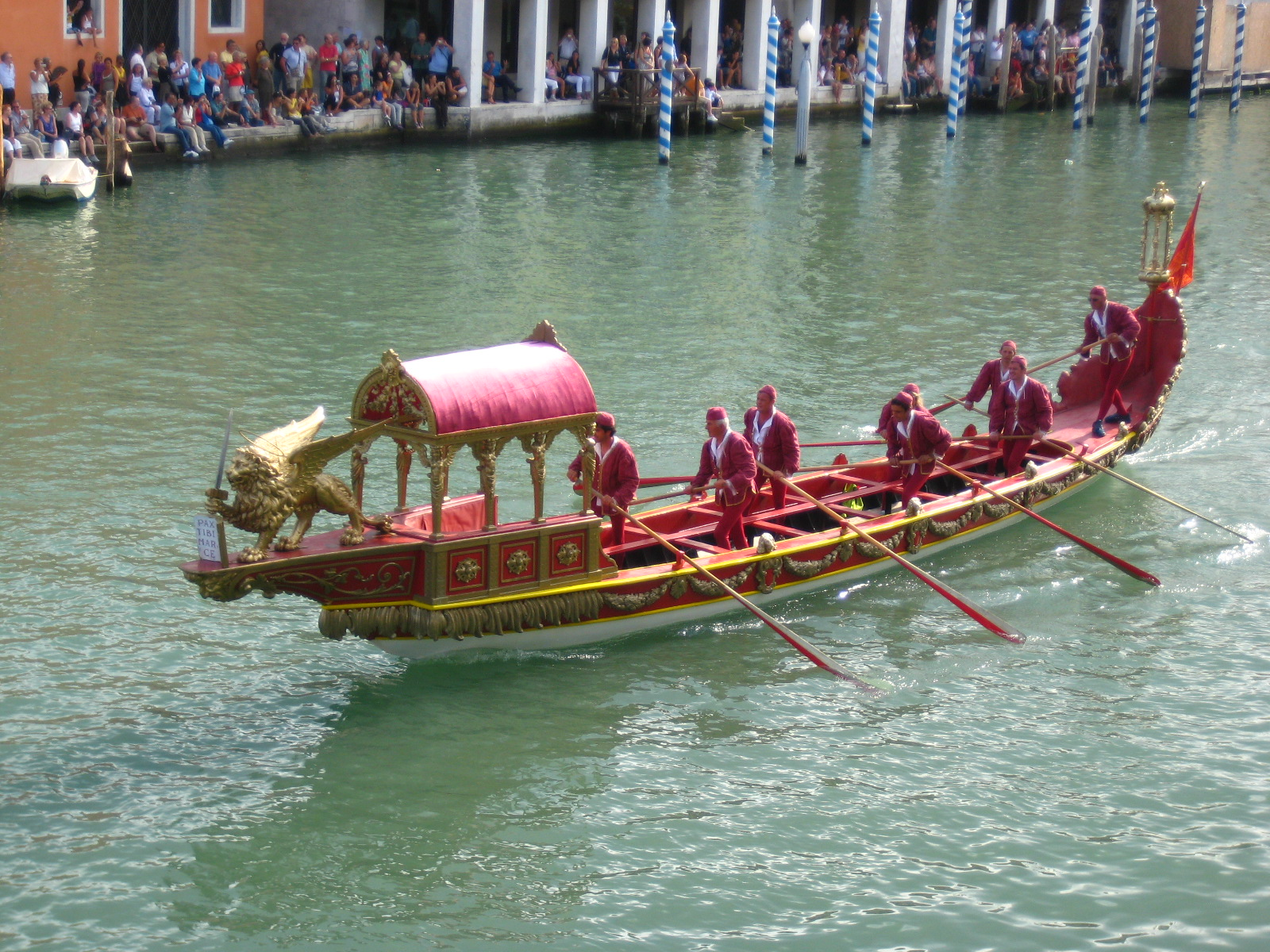
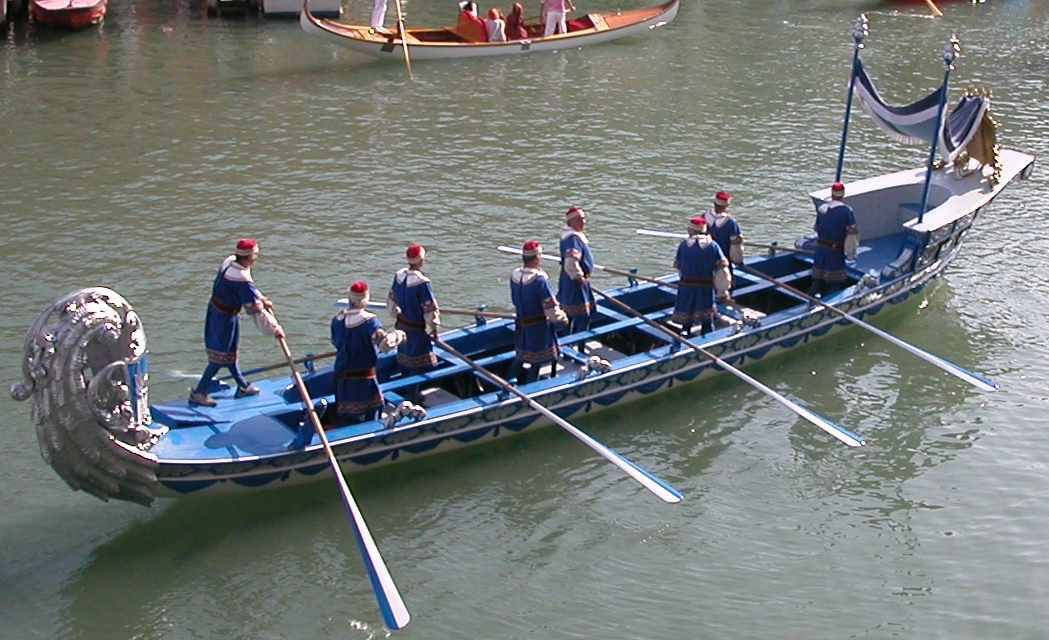
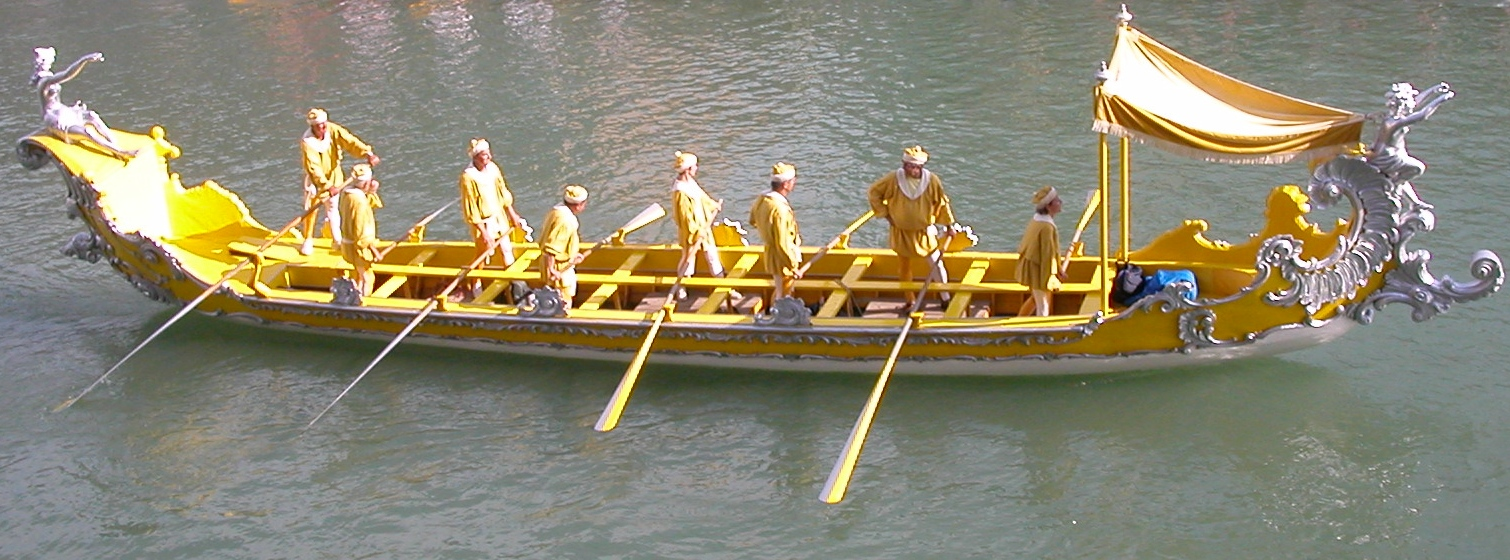
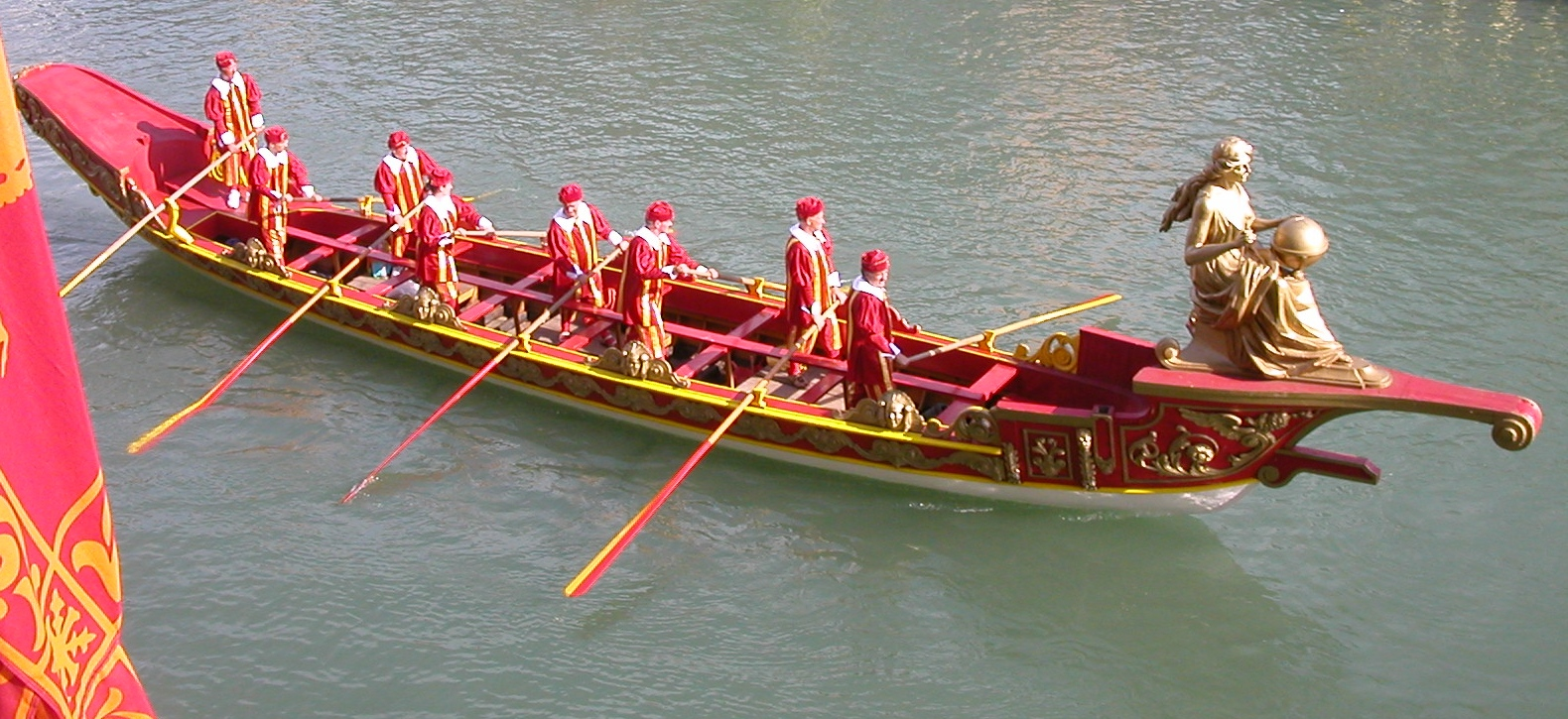
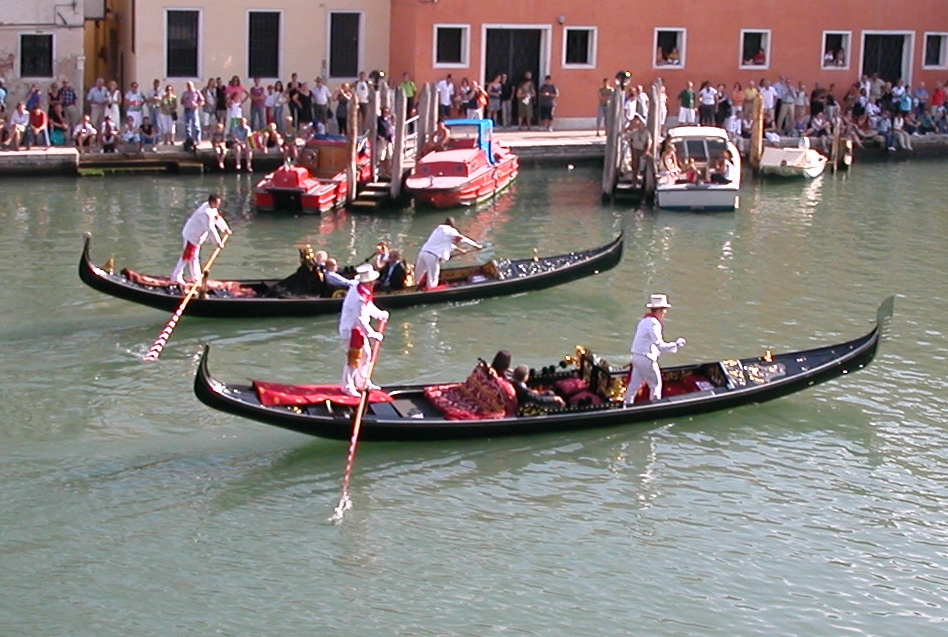

## Galleria d'immagini

### Regate

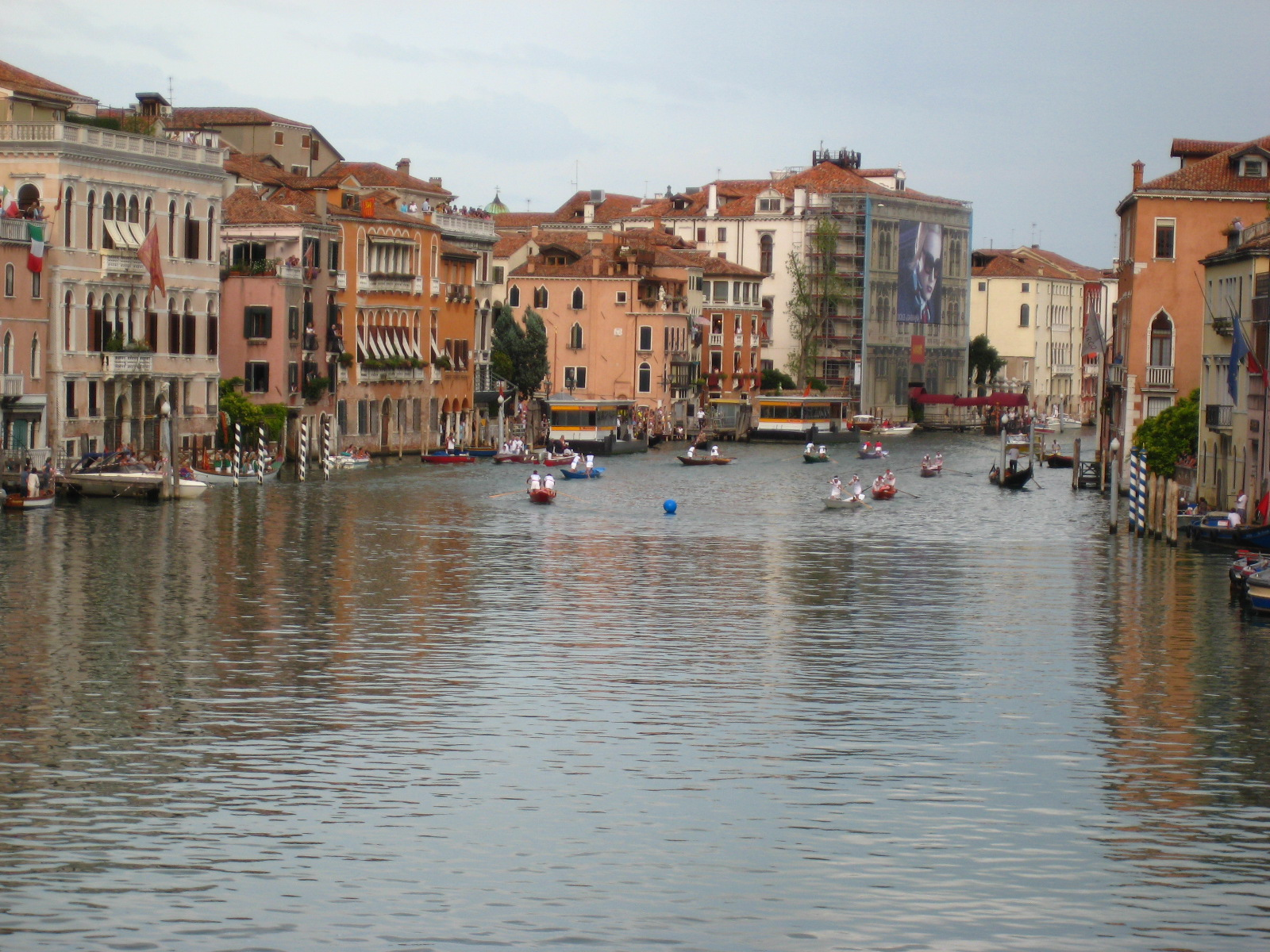
Regata delle mascarete
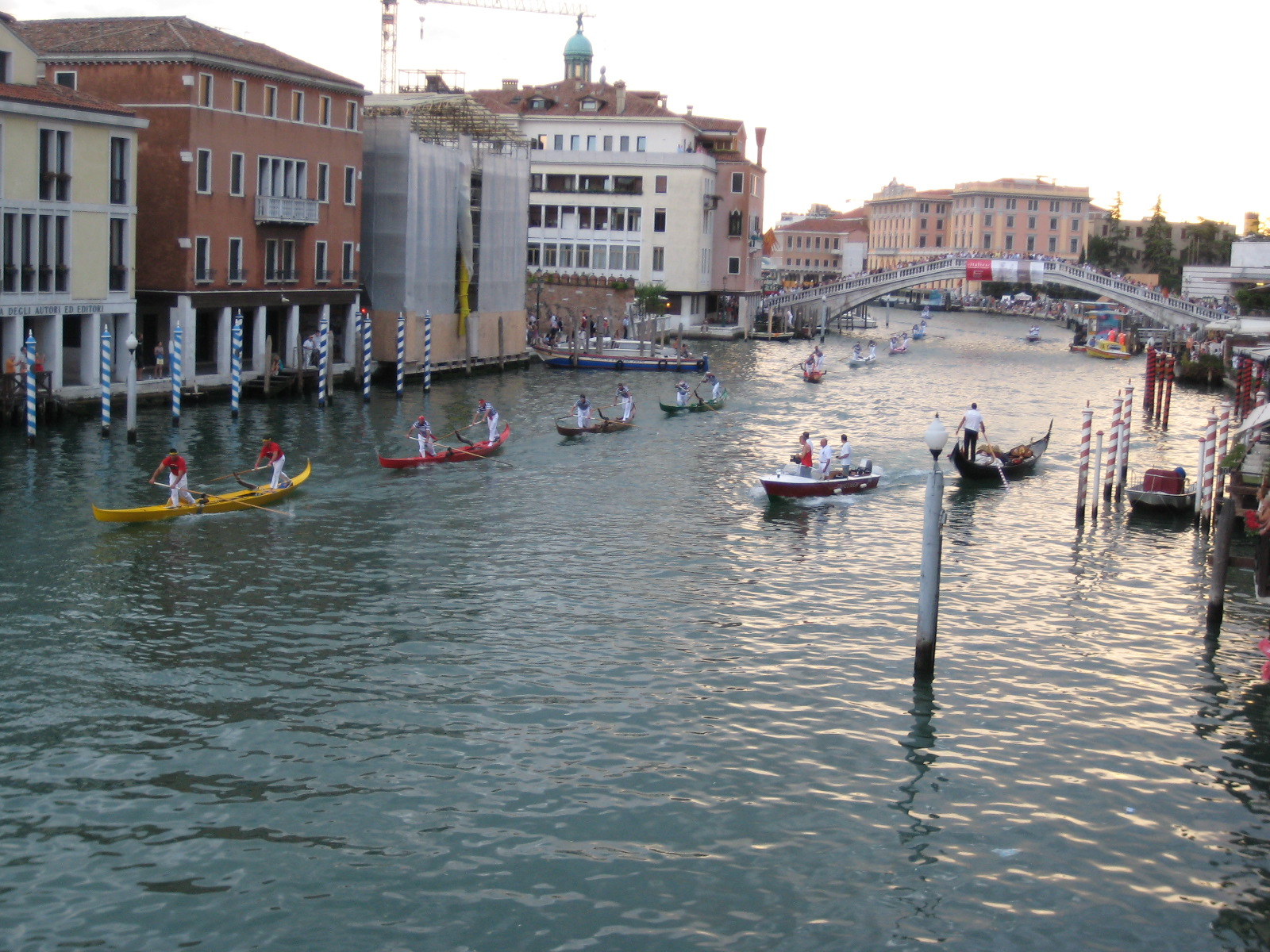
Regata dei gondolini